# Монастырь Альдерсбах
Монастырь Альдерсбах (нем. Kloster Aldersbach) — бывшее мужское цистерцианское аббатство, располагавшееся на территории баварской общины Альдерсбах (Нижняя Бавария) и относившееся к епархии Пассау; монастырь, посвященный Деве Марии, был основан в 1146 году на месте августинского монастыря (1120) — как вспомогательная обитель при монастыре Эбрах.

## История и описание
В период, когда пост епископа Пассау занимал Энгельмара — в 875—899 годах — в Альдерсбахе уже существовала церковь, упоминавшаяся в документах монастыря Мондзе (Мондзее) в середине VIII века. Приблизительно в 1120 году местные лорды основали на этом месте августинский монастырь. Вскоре после его строительства епископ Бамберга Отто I продолжил проект, поскольку имел более древние права на данную территорию — и в 1146 году, после 2 июля, бывшая августинская обитель была заселена цистерцианцами из монастыря Эбрах; согласно их традиции она была освящена в честь Девы Марии.
Уже в 1147 год монастырь получил защиту Святого Престола — папы Евгения III — который наделил обитель первыми правами. Дальнейшее повышение статуса, включавшее в себя наделение имперскими привилегиями, правами и свободами — происходило в периоды правления аббатов Зигфрида (1146—1182) и Эберхарда (1182—1209). Однако Альдерсбах не стал имперским аббатством, находясь скорее в подчинении герцогов из рода Виттельсбах. Тем не менее, он постоянно расширял свою экономическую базу, получая подарки, производя обмены и приобретая земли: высокие доходы приносили и такие источники как торговля зерном, вином и солью; дополнительные привилегии — включавшие в себя освобождение от оплаты за перевозки грузов по Дунаю — только укрепляли финансовое положение монашеской общины. Средневековый расцвет монастыря имел своей причиной и знаменитое ювелирное искусство его монахов, а также — создание ими ценных рукописных книг.
Экономическое и духовное развитие Альдерсбаха было несколько омрачено его активной поддержкой императора Людвига Баварского, однако ситуация улучшилась к середине XV века. В дальнейшем Альдерсбах заметно пострадал уже от общего упадка католических орденов: попытки обновления, предпринимавшиеся настоятелем Вольфгангом Мариусом, правившим в период с 1514 по 1544 год и вошедшим в историю как поэт и историограф, не возымели длительного эффекта. Аббат Варфоломей Мадауэр (1552—1577) сам попал под подозрения в ереси и был вынужден покинуть свой пост, передав управление монастырём временному администратору. В итоги исследователи полагали, что в период Реформации община сократилась до одного монаха.
Новый расцвет произошёл в период контрреформации: духовный и экономический подъем был во многом связан с тем, что во время Тридцатилетней войны монастырь избежал опустошения и стал убежищем для множества монахов, покинувших свои разоренные обители. Аббаты Альдерсбаха регулярно занимали пост генерального викария Баварской церковной провинции, включавшей в себя семь мужских монастырей и женскую обитель Зелигенталь. Свидетельством высот, достигнутых монастырём в образовании и науки XVIII века, стала и собственная философская и теологическая школа, основанная аббатом Малахией Нидерхофером (1669—1683). План создания центрального образовательного учреждения цистерцианцев в Баварии не мог был реализован из-за секуляризации. Исследователи отмечали и вклад монастыря в историю музыки: сразу несколько его настоятелем были активны и как музыканты, и как композиторы. В монастыре функционировал крупный оркестр и имелся обширный музыкальный архив, включавший в себя многочисленные печатные и рукописные музыкальные работы, в том числе и 58 симфоний.
В день когда был объявлен указ об упразднении монастыря, 21 марта 1803 года, его возглавлял аббат Урбан Тремель (1797—1803), а община состояла из 42 монахов.